# Mulino di Green

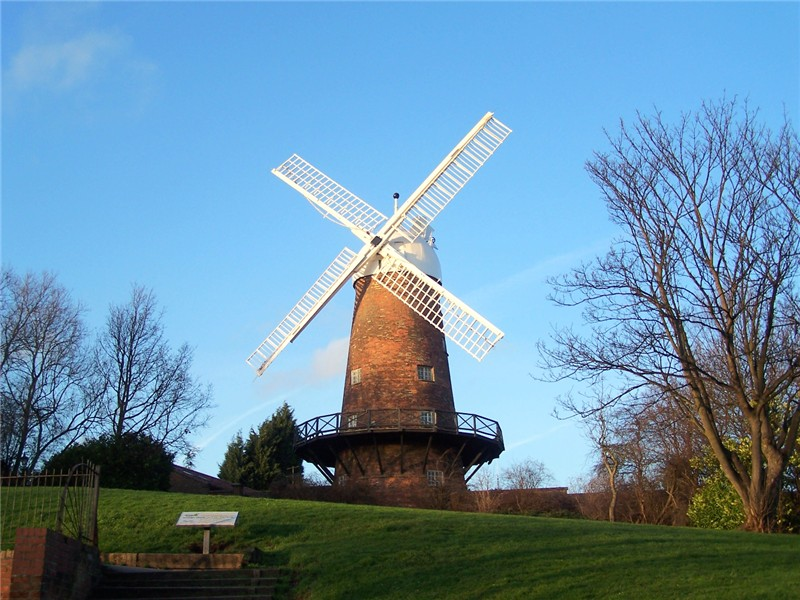
Green's Windmill

Il mulino a vento di Green (Green's Windmill) è situato a Nottingham, in Inghilterra. Originario del XIX secolo, il mulino è stato restaurato recentemente. Il suo nome deriva dalla famiglia Green che lo gestiva: a costruirlo George Green, padre omonimo del matematico e fisico inglese George Green, a cui il mulino diede i natali. Dopo 120 anni di disuso, il mulino fu riaperto il 2 dicembre 1986 e fa tuttora parte del centro scientifico, aperto al pubblico.